# Lexicon Devil
Lexicon Devil è un singolo del gruppo L.A. punk The Germs pubblicato nel 1978 dalla Slash Records.

## Il brano
Secondo singolo della band, prodotto grazie al finanziamento della rivista Slash Magazine che propose al gruppo di registrare per la loro neonata etichetta discografica Slash Records, Lexicon Devil è uno dei brani più noti dei Germs, grazie al suo ritmo incalzante ma non privo dell'abituale irruenza sonora. La canzone venne pubblicata come title track dell'omonimo EP nel 1978, con sul lato B i brani Circle One e No God. Successivamente la band registrerà nuovamente il brano in altre due versioni: una più matura e concisa poi inserita nell'unico album di studio pubblicato, (GI) del 1979 e in un'altra versione alternativa in studio poi inclusa nell'EP What We Do Is Secret del 1981. Le durate delle tre versioni differiscono leggermente l'una dall'altra: la prima dell'EP originale dura circa 2 minuti e 7 secondi, mentre sull'LP il brano è più veloce e la durata è ridotta fino a raggiungere 1 minuto e 44 secondi; infine la terza versione sull'EP postumo dell'81 dura invece 2 minuti e 3 secondi. Nella prima versione, alla batteria è presente Nickey Beat anziché Don Bolles che invece suona nelle versioni successive.

## Tracce
Lato A
1. Lexicon Devil – 2:07

Lato B
1. Circle One – 1:49
2. No God – 1:54

## Formazione
- Darby Crash – voce
- Pat Smear – chitarra
- Lorna Doom – basso
- Nickey Beat – batteria (1° versione 1978)
- Don Bolles – batteria (versioni successive)